# Horepse
Horepse (grego Χόρεψε, em português : "Dança") foi a canção grega no Festival Eurovisão da Canção 1997 que teve lugar em Dublin a 3 de maio de 1997. 
A referida canção foi interpretada em grego por Marianna Zorba. Foi a décima-sétima canção a ser interpretada na noite do festival ( a seguir à canção sueca "Bara hon älskar mig", interpretada pela banda Blond e antes da canção maltesa  "Let Me Fly"), cantada por  Debbie Scerri). Terminou a competição em 12.º lugar, tendo recebido um total de 39 pontos.No ano seguinte, em 1998, a Grécia foi representada pela banda Thalassa que interpretou a canção "Mia Krifi Evesthisia".

## Autores
- Letrista: Manolis Manousselis
- Compositor: Manolis Manousselis
- Orquestrador: Anacreon Papageorgiou

## Letra
A canção é sobre o poder da dança para rejuvenescer as pessoas.